# Championnats d'Asie de karaté 1995
Navigation
Édition précédente Édition suivante
Les championnats d'Asie de karaté 1995 ont lieu à Manille, aux Philippines, en septembre 1995. Il s'agit de la deuxième édition des championnats d'Asie de karaté.